# Остров Больший Оленій
Остров Больший Оленій (рос. Остров Большой Олений) — населений пункт  у Кольському районі Мурманської області Російської Федерації.
Населення становить 6 осіб. Належить до муніципального утворення Теріберське сільське поселення .

## Населення
| 2002 | 2010 |
| ---- | ---- |
| 19   | ↘6   |